# Limosella
Limosella es un género con 42 especies de plantas de flores de la familia Scrophulariaceae. 

## Especies seleccionadas
- Limosella acaulis
- Limosella africana
- Limosella americana
- Limosella annua
- Limosella aquatica

- Datos: Q63782
- Multimedia: Limosella / Q63782
- Especies: Limosella